# Handelspolitik
Handelspolitik omfatter alle offentlige tiltag, der tager sigte på at regulere handelen. Det kan både være indenrigsk og udenrigsk handel, men der tænkes normalt især på udenrigshandel. Handelspolitikken er dermed en del af erhvervspolitikken og af den generelle økonomiske politik.
Handelspolitik i form af told på varehandel har langt tilbage i tid været en almindelig måde for fyrster og stater til at skaffe sig indtægter. I moderne tid har diskussioner mellem tilhængere af henholdsvis frihandel og protektionisme været en vigtig del af debatten om den økonomiske politik i mange lande. I det meste af efterkrigstiden har der været en bevægelse imod større frihandel med sænkning eller afskaffelse af toldsatser og større internationalt samarbejde. Økonomer peger normalt på, at selvom samhandel kan skabe både vindere og tabere i det enkelte land, vil gevinsterne ved frihandel uden kunstige, politisk fastsatte toldsatser eller andre handelshindringer normalt overstige ulemperne, især i det lange løb. Siden finanskrisen 2007-2009 har fortalere for protektionisme dog fået større gehør i flere lande. Det gælder ikke mindst i USA, hvor præsident Donald Trump i sine embedsperioder har startet flere handelskrige ved at pålægge høje toldsatser på varer fra USA's største samhandelspartnere.

## Virkemidler
Hovedredskaber i handelspolitikken er told samt direkte reguleringer, f.eks. forbud eller kvantitative restriktioner i form af kvoter, af import og eksport. Told pålægges normalt importerede varer, men kan også pålægges varer til eksport. Formålet med at pålægge told kan dels være rent fiskalt, dvs. det er en måde at skaffe offentlige indtægter på, men vil ofte primært være at beskytte en hjemlig branche mod udenlandsk konkurrence. Andre instrumenter kan være subsidier til eksport, direkte eller indirekte, det sidste eksempelvis i form af skattelettelser. Handelspolitik kan også bestå af valutapolitiske initiativer, f.eks. begrænsninger i adgangen til udenlandsk valuta, hvilket kan virke ligeså begrænsende på import fra udlandet som direkte mængde- eller prisregulering.

## Historie
Handelspolitik i form af afgifter (told) på varer, der krydser grænser, er kendt langt tilbage i tiden. I ældre tider var sådanne afgifter en hovedindtægtskilde for mange stater. De norditalienske og nordtyske bystater i senmiddelalderen og de nordeuropæiske staters støtte til forskellige handelskompagnier i 1500- og 1600-tallet var eksempler herpå. Under merkantilismen blev handelspolitik anset for at være et meget vigtigt område for statsmagten i form af importrestriktioner og understøttelse af eksportinitiativer. Med liberalismens gennembrud som førende tankegang i Storbritannien og andre lande fra omkring midten af 1800-tallet blev frihandel og dermed afskaffelse af toldmure og andre handelshindringer imidlertid et ideal i vide kredse. Frihandels- og protektionistiske tanker brødes med hinanden i tiden frem til 2. verdenskrig med skiftende styrke i de forskellige lande.

### 1945-2008: Frihandelsaftalernes storhedstid
I efterkrigstiden blev der i OECD-området lagt vægt på stigende frihandel og afskaffelse af de mange toldskranker og andre handelsrestriktioner, som eksisterede tilbage fra tiden inden anden verdenskrig. Der kom en række internationale handelsaftaler, ikke mindst i regi af GATT-samarbejdet fra 1947, der i 1995 blev afløst af World Trade Organisation (WTO). De enkelte lande var forpligtet til at følge de regler, der blev truffet i fællesskab i disse fora. Da Kina sluttede sig til WTO i 2001, blev det internationale handelssamarbejde yderligere styrket.
I Europa var en vigtig del af det oprindelige EF-samarbejde, der senere udviklede sig til EU, med Rom-traktaten i 1957 også et handelspolitisk samarbejde mellem medlemslandene i form af en toldunion. En toldunion er et område, hvor der er frihandel og altså ingen toldsatser indbyrdes mellem deltagerlandene, og samtidig har de alle ensartede toldsatser på import af varer fra lande udenfor fællesskabets grænser. Dermed er handelspolitikken ikke længere et nationalt anliggende for hver af EF/EU's medlemsstater, men et fællesanliggende for hele unionen.

### Efter 2008: Optræk til mere protektionisme
I kølvandet på finanskrisen 2007-2009 og den store recession, der fulgte i dens kølvand, er de liberale holdninger til fordelene ved udpræget international samhandel blevet svækket, og i mange lande er der vokset en større modstand frem imod fri verdenshandel. En del lande har af både økonomiske og politiske årsager i stigende grad forsøgt at styre handelen med andre lande. Det har ført til flere konflikter, der i nogle tilfælde har udartet til handelskrig.
En fremtrædende fortaler for mere protektionisme i udenrigshandelen er den amerikanske præsident Donald Trump, der i løbet af såvel sin første som anden præsidentperiode startede flere handelskrige med USA's største samhandelspartnere (Kina, EU, Canada og Mexico) ved at pålægge høje toldsatser på importen fra disse lande.

## Handelspolitik og handelsteori
Indenfor den økonomiske videnskab beskæftiger forskningsområdet handelsteori, der er et delemne indenfor international økonomi, sig med spørgsmålet om, hvilke former for handelspolitik der er mest hensigtsmæssige. Handelsteorien finder som udgangspunkt mange fordele ved international samhandel, som normalt vil være til gensidig fordel for begge parter i handelen. Det skyldes ikke mindst, at samhandelen giver mulighed for, at de enkelte lande kan specialisere sig i de brancher, hvor de har en såkaldt komparativ fordel, dvs. der hvor de klarer sig relativt bedst i forhold til andre lande. Selvom samhandel kan skabe både fordele og ulemper for forskellige grupper indenfor et lands grænser, vil fordelene normalt overstige ulemperne. I den såkaldte moderne handelsteori, som blev afgørende forbedret af Nobelpristageren Paul Krugman, er situationen dog lidt mere nuanceret. Forekomsten af stordriftsfordele i produktionen, differentierede goder og andre forhold, som skaber grundlag for ufuldkommen konkurrence, bevirker, at en målrettet protektionisme i visse særlige tilfælde kan skabe konkurrencefordele for et enkelt land.